# Cryptochloris
Cryptochloris è un genere della famiglia dei Crisocloridi.
Conta due specie:
- Cryptochloris wintoni - Talpa dorata di De Winton
- Cryptochloris zyli - Talpa dorata di Van Zyl